# Gerry Hughes
L'Écossais Gerry Hughes est le premier skipper sourd à traverser l’océan Atlantique et à effectuer le tour du monde en suivant le parcours du Vendée globe avec son voilier de régate Quest III, un  First 42S7 produit par Bénéteau, .

## Biographie
Né en 1958, il est sourd de naissance. Il apprend à naviguer à 2 ans[réf. nécessaire]. À 3 ans, il étudie à St Vincent's School for the Deaf à Glasgow, puis à St Johns pour les sourds, Boston Spa, Yorkshire, à l'âge de 13 ans. Il projette de faire le tour de monde à 14 ans. Ayant des difficultés à lire et à écrire, il améliore enfin son niveau d'anglais. Entre 1975 et 1981, il joue au football avec l'équipe sourde "St Vincent's Deaf Football club", à Glasgow en remportant la Coupe de Football des Sourds écossais, la Coupe de football britannique des sourds. En 1985, il est marié avec Kay, sourde et ils ont deux filles : Nicola en 1989 et Ashley en 1992. En 1995, Gerry devient le premier professeur sourd en Écosse depuis 1880, l'année du Congrès de Milan. Actuellement, il enseigne à St Roch’s Secondary School, à Glasgow.

## Passion de marin
En 1981, il est le premier sourd à faire le tour des îles britanniques.
En 2005, après la scission de l'OSTAR en deux catégories, avec la création d'une épreuve destinée aux bateaux de moins de 50 pieds (Corynthian Race), il traverse en solitaire l'Atlantique lors de la Faraday Mill OSTAR 2005, où il se classe 16e après avoir fait face à de nombreuses avaries, dont une panne d'alimentation électrique le privant de moyens de communications par écrit avec la terre.
Le 1er septembre 2012, voulant suivre les traces de Robin Knox-Johnston, il entame sur Quest III un tour du monde en solitaire passant par les cinq caps. Il achève ce tour, qu'il ambitionnait depuis de longues années, en 8 mois, après avoir parcouru plus de 32 000 miles, et avoir dû faire face à plusieurs avaries.

## Citation
« J'aimerais encourager les gens à en savoir plus sur ce que c'est que d'être sourd : les personnes sourdes ont des compétences et des talents, mais ils se heurtent trop souvent à de nombreux obstacles qui peuvent les empêcher d'exprimer tout leur potentiel. »

— Gerry Hughes

## Son bateau
Son bateau nommé Quest III est un modèle First 42S7 de Bénéteau, il a acquis ce bateau à La Rochelle sur les conseils de Bill McKay.

## Sources
- (en) Site Officiel
- Websourd
- (en) BBC
- Into the wind
- (en) Article de Bénéteau